# 新沂南站
新沂南站位于中华人民共和国江苏省徐州市新沂市环城南路小雁村附近，是连徐客运专线上的车站。车站于2021年2月8日启用，由中国铁路上海局集团徐州车务段管辖，办理客运业务。车站站房为线侧平式，建筑高度28米，建筑面积约为11000平方米，外立面设计体现了“窑湾古镇、马陵山和骆马湖”的新沂特色；候车室聚集人数为1000人；站场规模2台6线。

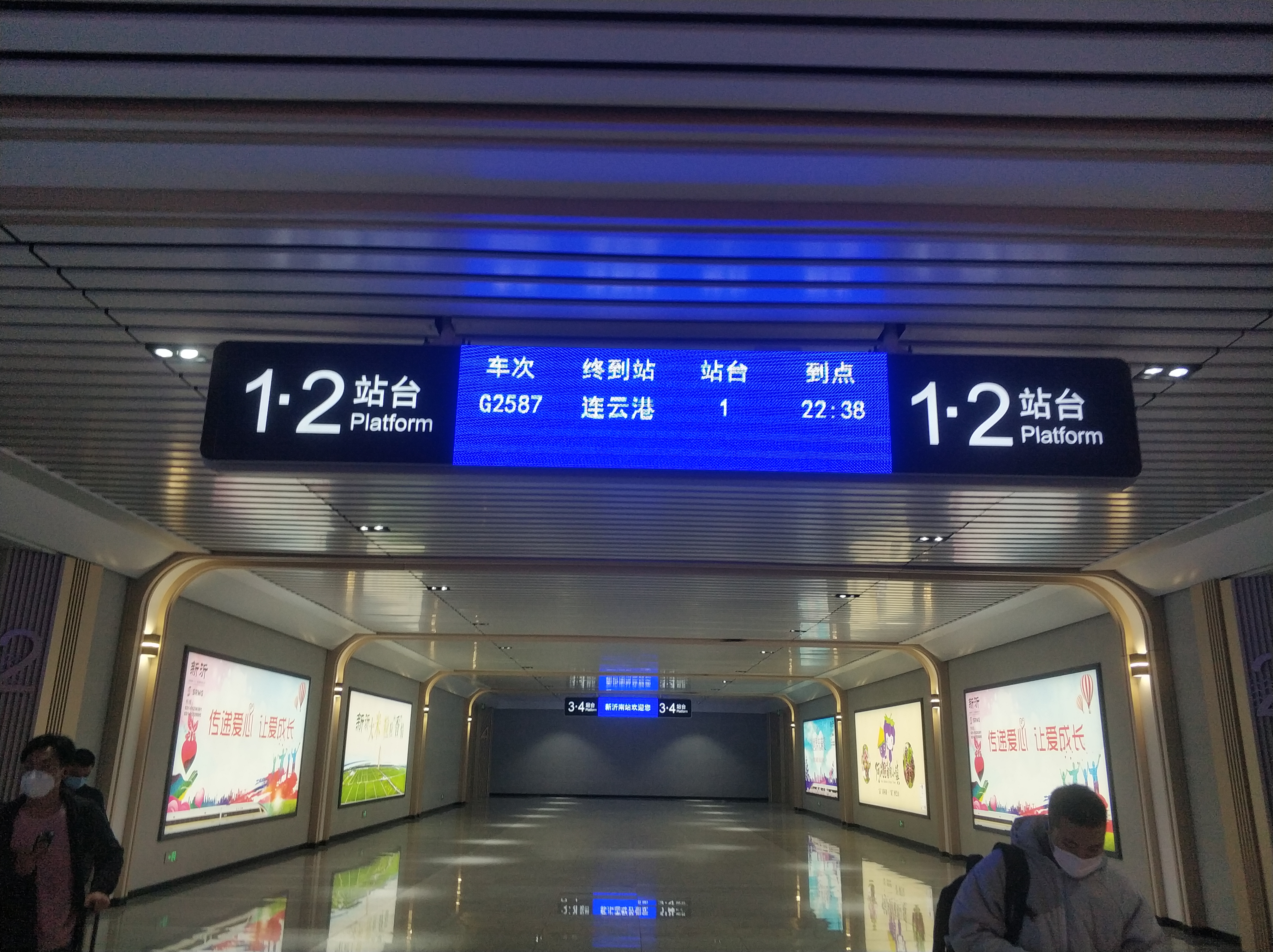
出站地道